# Иво Брешан
Иво Брешан (Водице, 27. мај 1936 — Загреб, 3. јануар 2017) био је хрватски драмски писац, романописац, и сценариста. Један је од најплоднијих и најизвођенијих хрватских драматурга и писац филмских сценарија за награђиване хрватске филмове. Радио је заједно и са својим сином Винком.

## Дела

### Драме
- Гротескне трагедије, драме, Загреб 1979.
- НОВЕ гротескне трагедије, драме, Загреб 1989.
- Три драме, драме, Загреб 1993.
- Утваре, драме, Загреб 1997.

### Романи
- 1) 1990. Птици небеске, Хит, знање, 400 стр.
- 2) 1996. Исповиједи некарактерног човека, Хит, Знање, Загреб, 494 стр.
- 3) 2001. Астаротх, Накладни завод Матице хрватске, 411 стр. Награда Фонда "Мирослав Крлежа"
- 4) 2002. Коцкање са судбином, Накладни завод Матице хрватске, 173 стр.
- 5) 2003. Земља Божија 2053, Роман, СисПринт, 399 стр.
- 6) 2004. Вражја Утроба, СисПринт, 255 стр.
- 7) 2005. Три живота Тонија Лонгина, Библиотека Премијера, ЕПХ, 253 стр.
- 8) 2006. Горгоне, Наклада Љевак, 341 стр.
- 9) 2007. Катедрала, Библиотека Отворена књига, Наклада Љевак, 375 стр. Награда Ксавер Шандор Ђалски
- 10) 2008. Ништа свето, Наклада Љевак, 383 стр.
- 11) 2010. Проклетници, профил, 316 стр.
- 12) 2011/12. Седам стуба до трона, Профил, 330 стр.
- Сплетке, Загреб 1997.
- Пукотине и друге приче, 2000.

### Изведена дела (Премијере)
- Четири подземне реке, 1970.
- Представа Хамлета у селу Мрдуша Доња, 1971, Театар Итд
- Смрт предсједника кућног савета, Гавелла, 1979.
- Свечана Вечера у погребном подузећу, Лођ, Пољска, 1979, Театар Нови
- Археолошка искапања код села Диљ, Брибирска главица код Шибеника, 1980. Хистриони
- Нечастиви на Филозофском факултету, 1982. Љубљана, Местно гледалишче
- Анера, Дубровник, Казалиште Марина Држића, 1984.
- Виђење Исуса Криста у касарни В. П. 2507, Београд, театар "Сусрети", 1984.
- Хидроцентрала У Сухом Долу, Љубљани, Местно гледалишче, 1985.
- Велики маневри у тијесним улицама, Загреб "Комедија", 1990.
- Кратки курс дугог пропадања (Мастодонт, Аутоденунцијација, како је дрога, Јере Пицак искључен из Савеза комуниста, егзекутор), Гавелла Загреб, 1991.
- Исландски Стражари, Жар птица, 1993.
- Ледено семе, Лублин, Пољска, 1993.
- Стани мало, Звонимире, Трешња, Загреб 1994.
- Потопљена мелодије, ХНК Загреб, 1994.
- Јулије Цезар, ХНК, Сплит, 1995.
- Нихилист из Велике Млаке, ХНК Загреб, 1998.
- Утваре, ХНК Осијек, 1998.
- Гњида, Керемпух, Загреб 1999.
- Хамлета у селу Мрдуша Доња / Хамлета зна шта народ не зна, Сарајеву, 2011.

### Сценарији
- Представа Хамлета у Мрдуши Доњој (1973)
- Избавитељ (1976)
- Тајна Николе Тесле (1980)
- Обећана земља (1986)
- Донатор (1989)
- Како је почео рат на мом отоку (1996)
- Маршал (2000)
- Либертас (2004)

### ТВ-драме и серије
- Птице небеске, 1989.
- Егзекутор, 1991.